# لجنة الحكماء (مصر)
لجنة الحكماء  هم مجموعة من رجال مصر ومفكريها الذين يشاركون شبابها وجماهير شعبها رغبتهم في التغيير الشامل، تخلصا من أخطاء جسيمة وقع فيها النظام السياسي لحسني مبارك، وترتب عليها أثار سلبية جسيمة، وانتهى أمرها إلى تصاعد الأزمة وقيام ثورة التغيير.

أعلنت لجنة الحكماء عن اختيار الدكتور أحمد كمال أبو المجد مقررا عاما لها، كما تم التصويت على تسمية الدكتور عمرو حمزاوي متحدثا رسميا باسمها.

## أعضائها
| - عمرو موسى - أحمد كمال أبو المجد - يحيى الجمل - نبيل العربي - نبيل فهمي - ميرفت التلاوي - نجيب ساويرس - عمرو الشوبكي - وحيد عبد المجيد - ضياء رشوان | - مصطفى كامل السيد - معتز عبد الفتاح - سمير مرقص - إكرام لمعي - عبد العزيز الشافعي - نفين مسعد - عمرو حمزاوي - علي مشرفة - عمار الشريعي | - محمد العدل - أمين المهدي - سلامة أحمد سلامة - منصور حسن - إبراهيم المعلم - إبراهيم عوض - جميل مطر - هالة سعود - محمود فهمي |

## بيانات

### بيان 1
وإذا كان النظام ممثلا في رئيس الجمهورية قد انتهى إلى قرارات بالموافقة على عدد محدود من المطالب الشعبية التي تم التعبير الواضح عنها، فإن الجموع التي خرجت بالملايين في القاهرة وسائر المدن المصرية، لا تزال تصر على المطالب المشروعة الآتية:
1. أن يكلف السيد رئيس الجمهورية نائبه بتولى مهام إدارة الفترة الانتقالية التي بدأت بالأمس وتنتهى بانتهاء الفترة الرئاسية الحالية.
2. أن يتعهد السيد نائب رئيس الجمهورية بحل مجلسي الشعب والشورى وتشكيل لجنة قانونية من عدد من الخبراء الدستوريين ورجال القضاء المستقلين تتولى.
3. تشكيل حكومة مكونة من خبراء تنفيذيين وشخصيات مستقلة ومقبولة شعبيا لإدارة مهام العمل التنفيذي خلال المرحلة الانتقالية.
4. إنهاء العمل بحالة الطوارئ وإيجاد آليات محددة لمحاسبة جميع المسئولين عما تعرضت له جماهير الشعب من اعتداءات على الأرواح والممتلكات العامة والخاصة وترويع المواطنين على نحو غير مسبوق، ومحاسبة المسئولين في مؤسسات الدولة المختلفة، ممن ساهموا في تعريض الوطن والمواطنين لآثار هذا الانفلات الأمني غير المسبوق.
5. تامين جموع الشباب المجتمع في ميدان التحرير الحق في التعبير والتظاهر السلمي وإغلاق منافذهما الشرعية. كما نسجل تضامنا الكامل مع جموع الشباب ويطالب جميع الموقعين على المتظاهرين وسلامتهم الشخصية.
6. نسجل إشادتنا وتقديرنا للدور الوطني المسئول لمؤسسة مصر العسكرية.

### بيان 2
أصدرت مجموعة رجال الأعمال والمفكرين المصريين بياناً رقم (2)، فتناشد فيه المؤسسة العسكرية بضمان أمن وسلامة شباب مصر المتجمع للتظاهر السلمي في ميدان التحرير، وغيره من شوارع وميادين المدن المصرية، وبحمايتهم من أخطار الملاحقة والاضطهاد وانتهاك الحقوق.
وأضاف البيان «لن يؤدى العنف التي تشهده بعض شوارع مصر الآن إلا المزيد من الاحتقان السياسي وانسداد أي أفق لانفراج الأزمة الراهنة»، وتابع «مجددا نعقد الأمل على مؤسسة مصر العسكرية بالخروج بالوطن والمواطنين من هذه الأزمة وإنقاذ أرواح شباب مصر».

### بيان 3
أعضاء مجموعة الخبراء والمفكرين التي أطلق عليها اسم لجنة الحكماء والتي توجهت أول أمس إلى الرأي العام وإلى مؤسسات الدولة ببيانين اثنين قد تابعت جميع التطورات التي تتلاحق مسرعة على الساحة والتي ينذر بعضها إذا ترك بغير تدخل سريع بوقوع تداعيات بالغة الخطورة تسيء إلى مصر وشعبها وإلى وحدة نسيجها الوطني انطلاقا من هذا الإحساس بخطورة هذه التداعيات وضرورة تدخل الدولة التي تتحمل المسئولية الكاملة عن سلامة أبناء مصر جميعا وفي طليعتهم الشباب المصري الوطني الذين قدموا حياتهم وأمنهم وكل اعتبار شخص وفئوي فداء للوطن وأهله وحرصا على مستقبله وفي هذا الإطار كانت اجتماعاتهم في ميادين مصر وشوارعها وفي هذا الإطار أيضاً تطالب هذه اللجنة مؤسسات الدولة مطالبة عاجلة بما يلي:
1 ـ تأمين حياة وحقوق وحريات جميع المحتجين من شباب مصر في ميدان التحرير وسائر ميادين القاهرة وجميع محافظات مصر تأمين يضمن حقهم في الدخول إلى الميادين وحقهم في الخروج منها وأثناء هذا الخروج وبعد عودتهم إلى منازلهم ونؤكد أن أي تهاون في توفير هذه الحماية لا يقف أثره المدمر عند استباحة دم وحقوق المصريين وإنما يمتد في قسوة لينزع الثقة من كل إجراء يصدر من مؤسسات الدولة خلال هذه المرحلة الدقيقة والفارقة في حياة مصر ومستقبلها.
2 ـ ضمان التوقف الفوري عن أعمال البلطجة وطرق التعدي الهمجي والوحشي على المواطنين مع ملاحظة أن عددا من هؤلاء المعتدين يتجمعون على نحو مدمر ومخطط تماما عند مداخل الطرق والميادين الرئيسية، لهذا فإن اللجنة تحمل مؤسسات الدولة المسئولية الكاملة عن استمرار هذه الأعمال حال تجددها أو استمرارها وفي تقديرنا إن هذا واجب له أولوية كبرى وهو يمثل الحد الأدنى من مظاهر الأمان والاستقرار للوطن كله.
3 ـ التوقف الفوري عن اعتقال المشاركين في التجمعات التي تطالب بالتغيير والإصلاح ذلك أن استمرار هذه الأعمال ينزع ما بقى من الثقة المتبادلة فضلا على أن الحق في الاجتماع والتظاهر السلمي حق يقرره الدستور ويحميه ويدخل في هذا ويلحق به ضرورة توقف الحملات التي يشارك فيها أجهزة سياسية وإعلامية للتشهير وإساءة وتشكيك في النوايا الحسنة للمواطنين المتظاهرين تشكيكا يصل إلى استخدام عبارات التخوين غير المقبولة في سياق ينبغي أن يمتنع أطرافه جميعا عن شق الصف وتفكيك النسيج الوطني.
4- وتنتظر اللجنة كما ينتظر جميع الشباب من القوات المسلحة أن تؤدى دورها الوطني الذي اعتاد المواطنون أن يثقوا به كما يرون فيها ضمانة كبرى لتحقيق الانتقال الآمن والسلمي إلى ديمقراطية حقيقية يشارك بها الشعب بجميع فئاته وتضمن حقوق الإنسان.

### بيان 4
تابعت مجموعة الخبراء والمفكرين أعضاء «لجنة الحكماء» البيان الذي صــدر يوم الأحد 6 فبراير من السيد نائب رئيس الجمهورية، ولا تعتقد ترى أنه رغم ما تضمنه البيان من إشارات إلى عدد من القرارات المزمع إصدارها استجابة للمطالب الشعبية التي عبرت عنها بيانات عديدة من أحزاب وفئات وجماعات كما عبر عنها الشباب المتجمعون في ميدان التحرير وغيره من مواقع التجمع في المحافظات المختلفة فإن تحقيق النتائج التي يتحدث عنها البيان يتوقف على المبادرة إلى اتخاذ عدد من الإجراءات والقرارات الفورية التي تسهم في استعادة ثقة المواطنين والتي تدفع عنهم هواجس الشك في حقيقة نوايا الدولة تجاه الانتفاضة المطالبة بالتغيير. هذا الشك يزداد ويتصاعد نتيجة التأخير في إصدار بعض القرارات التي لا يقدم سبب مقنع لتأخرها فضلا عن غموض الرسالة التي يحملها بعض ما صدر من هذه القرارات.
وقد التقى أعضاء اللجنة خلال الأيام الثلاثة الأخيرة بعدد كبير من ممثلى جموع الشباب التي زارت اللجنة وأدارت حواراً طويلاً معهم طلبوا في نهايته أن ترفع اللجنة رؤيتهم ومطالبهم إلى السيد نائب رئيس الجمهورية والسيد رئيس مجلس الوزراء وتدور هذه المطالب حول الامور التالية:
1. تفويض السيد نائب رئيس الجمهورية بتولى الإشراف على تحقيق الإصلاحات السياسية المنشودة (خلال ستة شهور).
2. إنهاء العمل بحالة الطوارئ في اقرب وقت ممكن لأن من شان هذا الإنهاء خلق جو من الثقة والطمأنينة والإيحاء الصادق بأن مصر كلها مقبلة على مرحلة جديدة يسود فيها القانون في جميع جوانبه كما لا يملك أحد ترف إدارة الأزمة حتى هذا التغير الجذرى الذي طرأ على الموقف كله وعلى تداعياته الحتمية.
3. حل المجلسين التشريعيين في إطار ما هو متيقن بعد صدور أحكام قضائية نهائية وواجبة التنفيذ من بطلان نتيجة الانتخابات التي تمت في عديد من الدوائر ويعد هذا الحل اعتذارا محموداً وتصحيحاً عملياً لما شاب الانتخابات الأخيرة من عوار شديدة.
4. تشكيل حكومة إنقاذ وطني تمثل فيها التيارات والأحزاب السياسية المختلفة بحيث تعبر عن رؤية ومصالح فئات المجتمع كلها وتتولى هذه الحكومة إدارة شئون البلاد في المرحلة الانتقالية التي بدأت وحتى تجرى انتخابات رئاسية جديدة.
5. المسارعة إلى تشكيل لجنة تمثل فيها جهات القضاء المختلفة كما يشترك فيها عدد من الخبراء المتخصصين في الشئون الدستورية والتشريعية ممن عرف عنهم
6. الوقف الفورى للسياسة التي ينتهجها الإعلام الرسمى لتشويه صورة كثير من الأفراد والجماعات وفئات المجتمع ويدخل في هذا الإصلاح أن تنقل وسائل الإعلام إلى جميع المواطنين الصورة الحقيقية للثورة التي أعلنها الشباب طلباً مشروعا وسلمياً للتغيير السياسى والاجتماعي.
7. الوقف الفورى لإجراءات القمع والقبض على بعض المتظاهرين وضرورة الإفراج فوراً عن المعتقلين السياسيين.
8. محاسبة كل من ساهم عمداً أو تقصيراً في وقوع الغياب الأمنى الشامل والانفلات الإجرامى الذي تعرضت له جموع المصريين وتقديمه إلى المحاكمة، خصوصا في ظل لابد من محاسبة مرتكبيها 9. ضمان حق التعبير الحر من خلال جميع وسائل الاتصالات المرئية والمسموعة والاليكترونية دون تعرض من يمارس حقه الدستورى فيها لملاحقة أو عقاب.
10. استبعاد جميع رموز النظام التي أساءت لشعب مصر ولسمعته العالمية من جميع المواقع الحكومية والحزبية حرصا على استرداد ثقة المصريين جميعا في أنفسهم وفي مؤسساتهم الدستورية.

## مقاربات
الجمعة، 4 فبراير 2011 : اعلنت انها ستجتمع السبت، مع نائب الرئيس اللواء عمر سليمان لحل المعضلة الرئيسة في مصر وهي فض الاشتباك بين طرفى الصراع السياسى، الفريق المطالب برحيل الرئيس مبارك والآخر المؤيد لبقائه.